# George Stetson
George Stetson (1814-1879) va ser un pastor cristià adventista que va formar part del primer grup d'associats amb Charles Taze Russell, fundador del Moviment d'Estudiants de la Bíblia.

## Biografia
Stetsons des d'Anglaterra va arribar als Estats Units l'any 1634. George Stetson es va associar amb Henry Grew i George Storrs en els seus primers anys de ministeri, i més tard amb Jonas Wendell i Charles Taze Russell. Va ser no només un ministre, sinó també un mestre d'escola, i metge. Com a membre de l'Església Cristiana Adventista ell i Wendell van treballar junts en diverses esglésies de Pennsilvània i Ohio a principis de 1870. També va escriure per George Storrs a la revista The Herald of Life and the Coming Kingdom, i per altres revistes com The World's Crisis.
L'any 1872 Stetson va ser pastors l'església a Pittsburgh, on es va reunir amb el jove Charles Taze Russell. Després va dirigir la congregació de Edinboro, Pennsilvània durant sis anys fins a la seva mort. En el seu funeral, el pastor Russell va fer el sermó i van assistir més de mil dues-centes persones.